# Jardinería de suelo elevado

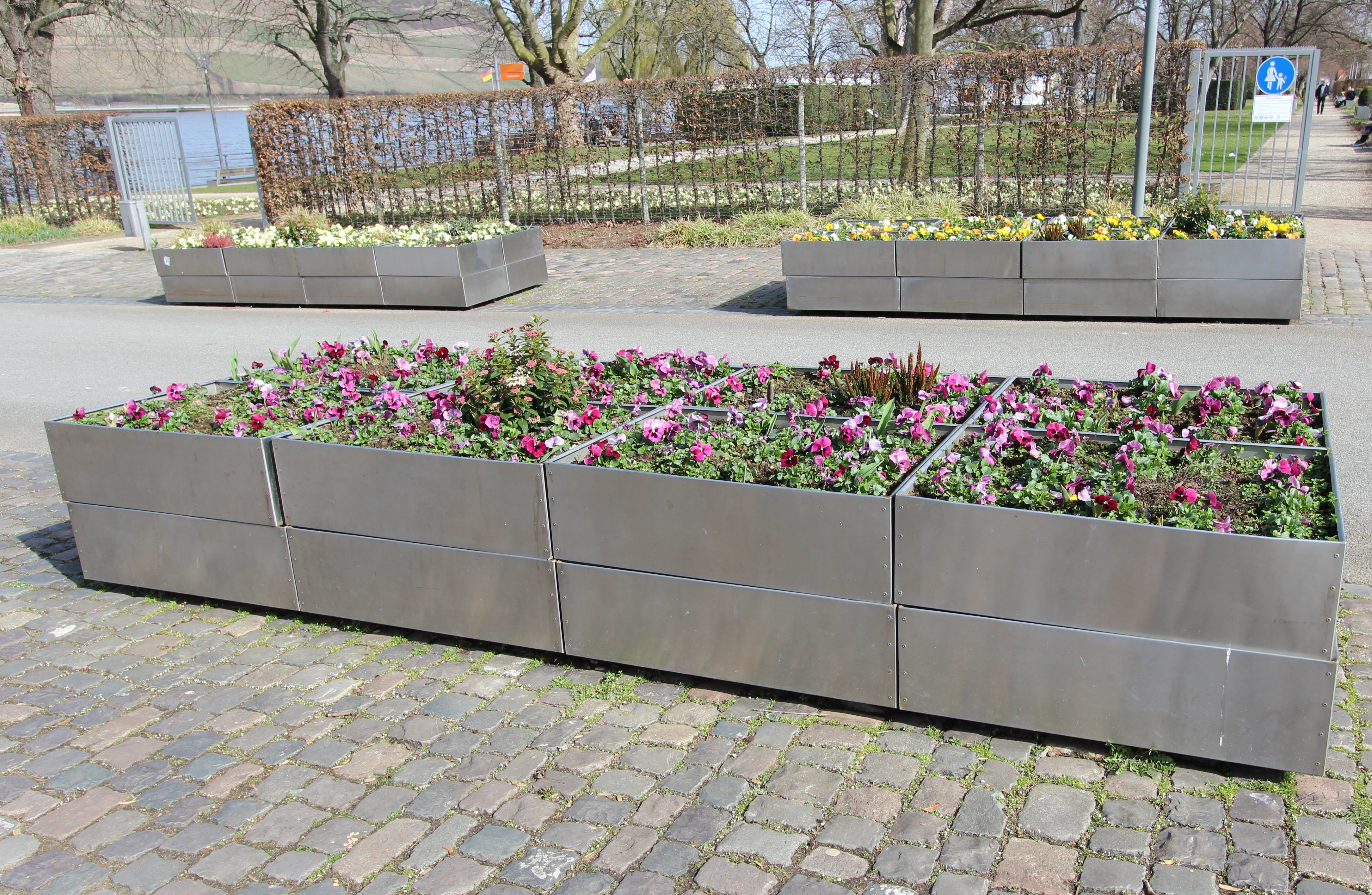
Canteros en un jardín público de Alemania.

La Jardinería de cantero o suelo elevado es una forma de jardinería en la cual el suelo está formado por canteros de alrededor de 1 a 1,2 m de ancho que pueden ser de cualquier longitud o forma. Se denomina cantero al espacio con elevación continua de tierra, de forma plana o curveada, limitado por surcos, destinado a la siembra de flores y plantas en un jardín, parque o avenida, o en el huerto.
El suelo está elevado respecto a su alrededor y en ocasiones encerrado por un marco de madera, piedra o bloques compactos y enriquecido con compost.
Las plantas y vegetales están espaciados en modelos geométricos mucho más cercanos entre sí que en el jardín o huerta convencional donde se planta en hileras. El espacio es el necesario para que los vegetales crezcan y sus hojas se toquen entre sí, creando un microclima que conserve la humedad y las semillas puedan crecer. 

## Descripción

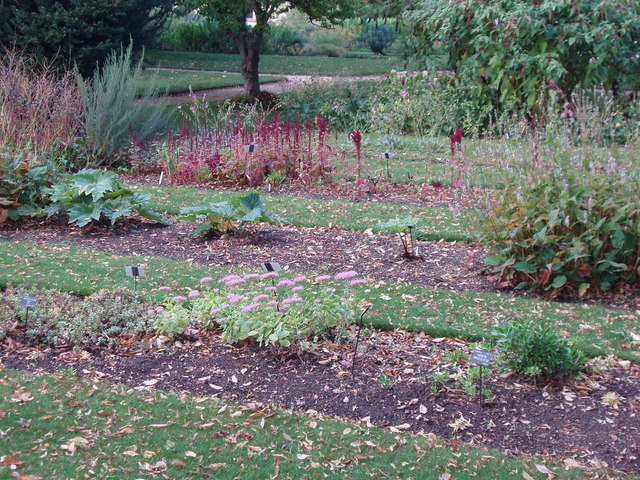
Uno de los canteros según órdenes del jardín botánico de Oxford. En primer plano Sedum, en segundo plano Amaranthus.

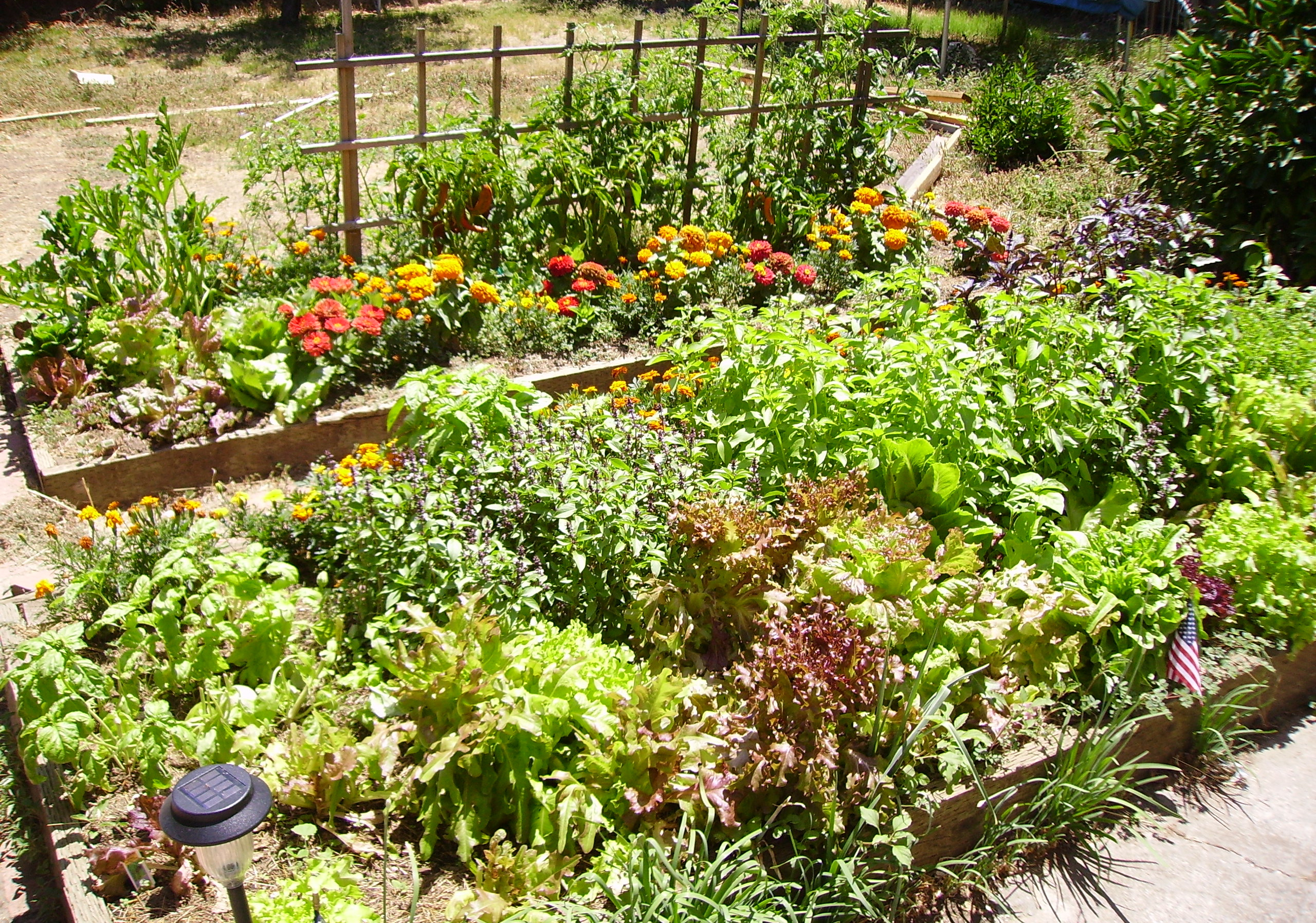
Canteros poco elevados con lechugas, tomates, aromáticas...

Las canteros elevados se prestan al desarrollo de sistemas agrícolas complejos que utilizan muchos de los principios y métodos de la permacultura. Se pueden utilizar eficazmente para controlar la erosión y reciclar y conservar el agua y los nutrientes construyéndolos a lo largo de las curvas de nivel en las pendientes. Esto también hace que haya más espacio disponible para la producción intensiva de cultivos y flores.  Se pueden crear en grandes áreas con el uso de varios implementos tirados por tractor comúnmente disponibles y se pueden mantener, plantar y cosechar de manera eficiente con herramientas manuales.
Este tipo de jardines o pequeñas huertas cuentan con una variedad de beneficios:  alargan la estación de siembra, reducen la necesidad de uso de suelo allí donde es de pobre calidad y puede reducir la necesidad de semillas si se diseña adecuadamente. Desde el momento en que el jardinero no pisa los canteros, el suelo no se compacta y las raíces pueden crecer más fácilmente.
La plantación cercana y el uso de compost da como resultado un aumento en el rendimiento en comparación con otros métodos más tradicionales y el hecho de que esté elevado lo hace más accesible para las personas mayores o con algún tipo de discapacidad sin tener que doblar la espalda en demasía.
Este tipo de huertas pueden servir además de complemento en el desarrollo de sistemas agrícolas más complejos que utilicen principios y métodos de la permacultura, ya que pueden utilizarse para el control de la erosión, el reciclaje y la conservación de agua y nutrientes si se construyen siguiendo el contorno o las laderas de estas áreas. También pueden servir de banco de pruebas a pequeña escala para una aplicación posterior en áreas de mayor extensión.
Por último, esta forma de jardinería es compatible con los sistemas de huerta a cuadros y la siembra conjunta.
También existen cajas elevados de jardinería prefabricados. Hay variantes de madera, metal, piedra y plástico. Cada tipo de material tiene sus ventajas y desventajas.

### Materiales y construcción

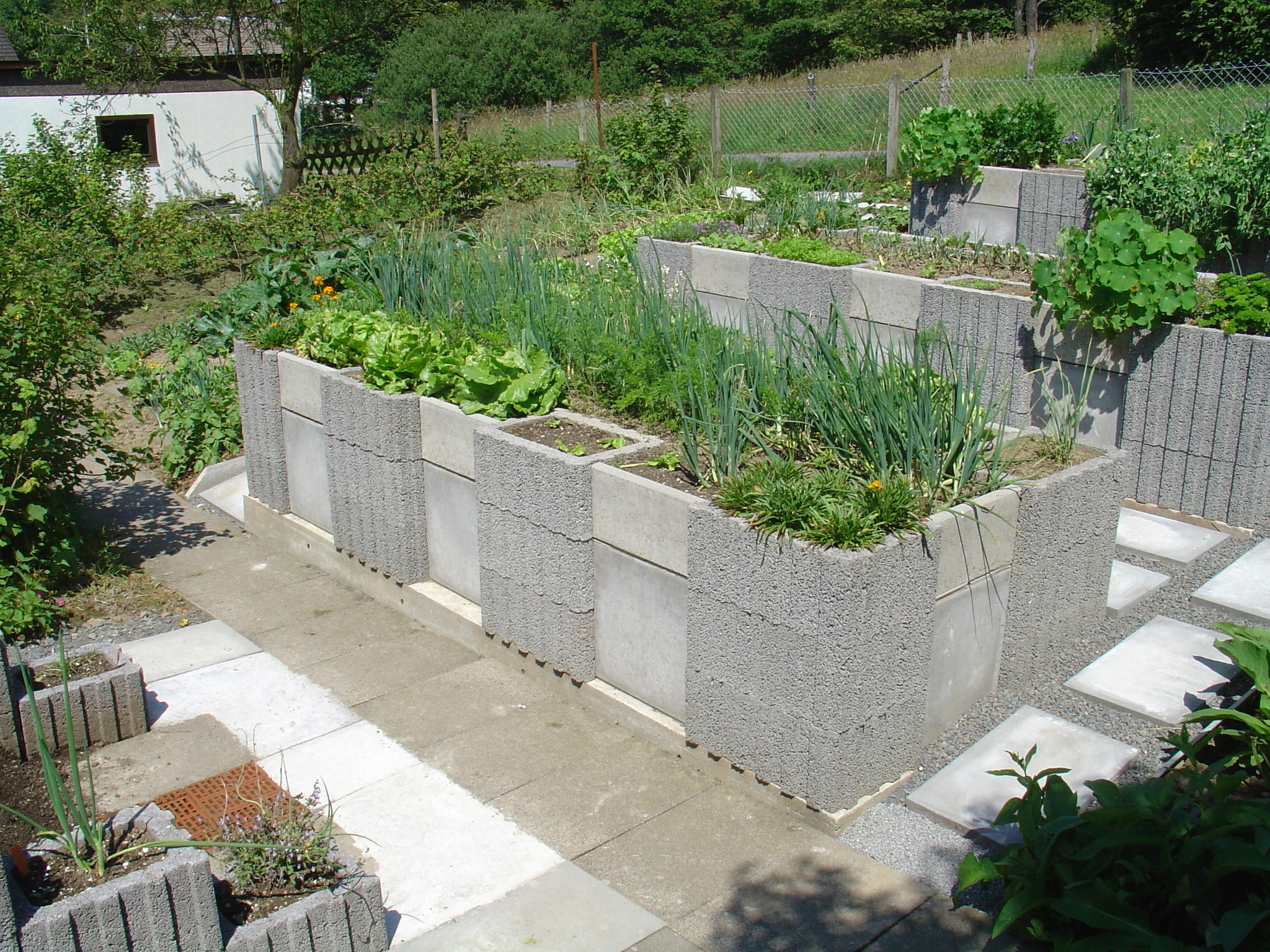
Canteros elevados con bloques de cemento.

Los materiales de construcción de los canteros del huerto deben elegirse con cuidado. Existen algunas preocupaciones con respecto al uso de madera tratada a presión. El pino tratado con arseniato de cobre cromado o CCA, una mezcla química tóxica para preservar la madera que puede filtrar sustancias químicas en el suelo que, a su vez, pueden introducirse en las plantas, es motivo de preocupación para los horticultores, sobre todo cuando toda o parte de la planta es comestible. Es por ello que se argumenta a favor del uso de madera no tratada para la construcción de canteros en el huerto. Un enfoque común es utilizar madera de traviesas unidas con varillas de acero para mantenerlas juntas. Otro enfoque es utilizar bloques de hormigón, aunque menos agradables estéticamente, son económicos y fáciles de usar.
En el mercado también hay soluciones prefabricadas para canteros de jardín elevados que están hechas de polietileno de larga duración que es estabilizado con UV y de grado alimenticio para que no filtre químicos indeseables en el suelo ni se deteriore en los elementos. Una pared de panel doble proporciona una bolsa de aire de aislamiento que minimiza las fluctuaciones de temperatura y el secado del suelo en el cantero. A veces, los jardines de canteros elevados están cubiertos con plástico transparente para proteger los cultivos del viento y las fuertes lluvias. También existen cajas de jardinería prefabricadas para bancales elevados. Hay variantes de madera, metal, piedra y plástico.